# Кантовский сборник
Ка́нтовский сбо́рник — философский научный журнал. Издается в Калининграде с 1975 года. Выходит 4 раза в год. Является главным печатным изданием Кантовского общества России и Института Канта при Балтийском федеральном университете имени Иммануила Канта. Журнал «Кантовский сборник» включён ВАК РФ в перечень ведущих научных журналов и изданий, выпускаемых в России. Индексируется Emerging Sources Citation Index и Scopus, входит в ядро РИНЦ.

## Тематика журнала
Содержание журнала — научные статьи о теоретической и практической философии Канта, работы по восприятию философии Канта в России и СССР. В разделах «Логика и аргументалистика» и «Социальная философия и философия культуры» в журнале публикуются работы, не относящиеся напрямую к философии Канта. Также присутствуют разделы, посвящённые дискуссиям, критике, библиографии, событиям в мире философии, раздел «Исторические разыскания. Архивы. Документы».

## История
- В 1975—1980 годах — «Вопросы теоретического наследия Иммануила Канта» (Вып. 1—5),
- в 1981—2006 годах — «Кантовский сборник» (Вып. 6—26),
- c 2007 года — «Кантовский сборник» — философский журнал.

С 2008 года полнотекстовая версия журнала размещается на сайте научной электронной библиотеки eLIBRARY.

## Руководство
Главный редактор — Владимир Никифорович Брюшинкин.